# Luis Sánchez Belda
Luis Sánchez Belda (Santorcaz, 1920-Santander, 1984) fue un archivero español.

## Biografía
Nació el 11 de septiembre de 1920 en la localidad madrileña de Santorcaz. Sánchez Belda, que ocupó el cargo de director general de Archivos y Bibliotecas, publicó obras como una edición con estudio de la Chronica Adefonsi Imperatoris (1950) y unos Documentos reales de la Edad Media referentes a Galicia. Catálogo de los conservados en la Sección de Clero del Archivo Histórico Nacional (1953), entre otras. Falleció el 8 de agosto de 1984 en Santander.